# Tihana Jeletić
Tihana Jeletić (* 28. März 1996) ist eine kroatische Leichtathletin, die im Hochsprung sowie im Siebenkampf an den Start geht.

## Sportliche Laufbahn
Erste internationale Erfahrungen sammelte Tihana Jeletić im Jahr 2017, als sie bei den Balkan-Hallenmeisterschaften in Belgrad mit übersprungenen 1,74 m den siebten Platz im Hochsprung belegte. 2020 wurde sie dann bei den Balkan-Hallenmeisterschaften in Istanbul mit 1,80 m Fünfte und im Jahr darauf klassierte sie sich bei den Hallenmeisterschaften ebendort mit 1,75 m auf dem sechsten Platz.
In den Jahren 2013 und 2019 wurde Jeletić kroatische Meisterin im Siebenkampf sowie 2013 auch im Hochsprung. Zudem wurde sie 2018 und 2021 Hallenmeisterin im Hochsprung.

## Persönliche Bestleistungen
- Hochsprung (Freiluft): 1,83 m, 15. Mai 2021 in Zagreb
  - Hochsprung (Halle): 1,85 m, 27. Februar 2021 in Zagreb
- Siebenkampf: 4792 Punkte, 14. Mai 2017 in Zagreb
  - Fünfkampf (Halle): 3327 Punkte, 22. Februar 2020 in Zagreb